# Theon Junior (cráter)

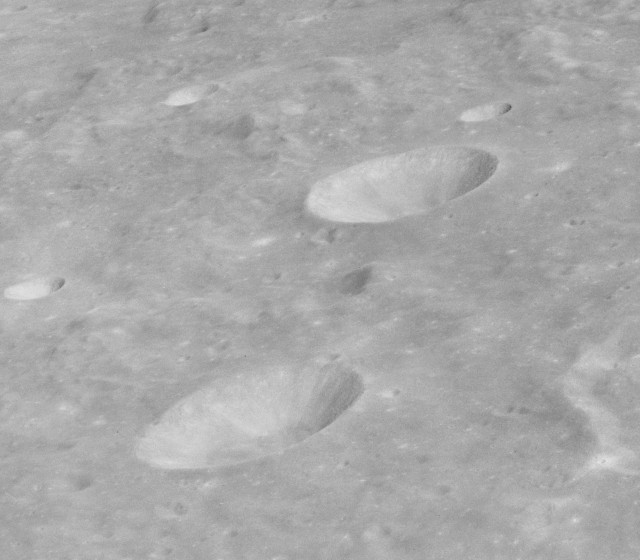
Fotografía de la misión Apolo 16

Theon Junior es un cráter de impacto lunar que se encuentra justo al oeste-suroeste del cráter Delambre. Otro cráter prominente cercano es Taylor, situado al sur.
Forma un pareja fácilmente reconocible con Theon Senior, solamente un par de diámetros al noroeste. El cráter es circular y en forma de cuenco, con una pequeña plataforma central entre las altas paredes interiores inclinadas. El cráter es del período Período Eratosteniano, que duró entre hace 3200 a 1100 millones de años. Tiene 17 kilómetros de diámetro y la diferencia de altura entre su borde y su parte más profunda es de 3.580 metros.
Debe su nombre a Teón de Alejandría, un astrónomo y matemático griego del siglo IV.

## Cráteres satélite
Por convención estos elementos son identificados en los mapas lunares poniendo la letra en el lado del punto medio del cráter que está más cerca de Theon Junior.
|              | \| Theon Junior \| Coordenadas \| Diámetro \| \| ------------ \| --------------------------- \| -------- \| \| B \| 2°06′S 13°18′E / -2.1, 13.3 \| 8 km \| \| C \| 2°18′S 14°42′E / -2.3, 14.7 \| 4 km \| |          |
| Theon Junior | Coordenadas | Diámetro |
| B            | 2°06′S 13°18′E / -2.1, 13.3 | 8 km     |
| C            | 2°18′S 14°42′E / -2.3, 14.7 | 4 km     |

|  |  |